# Presnel Kimpembe

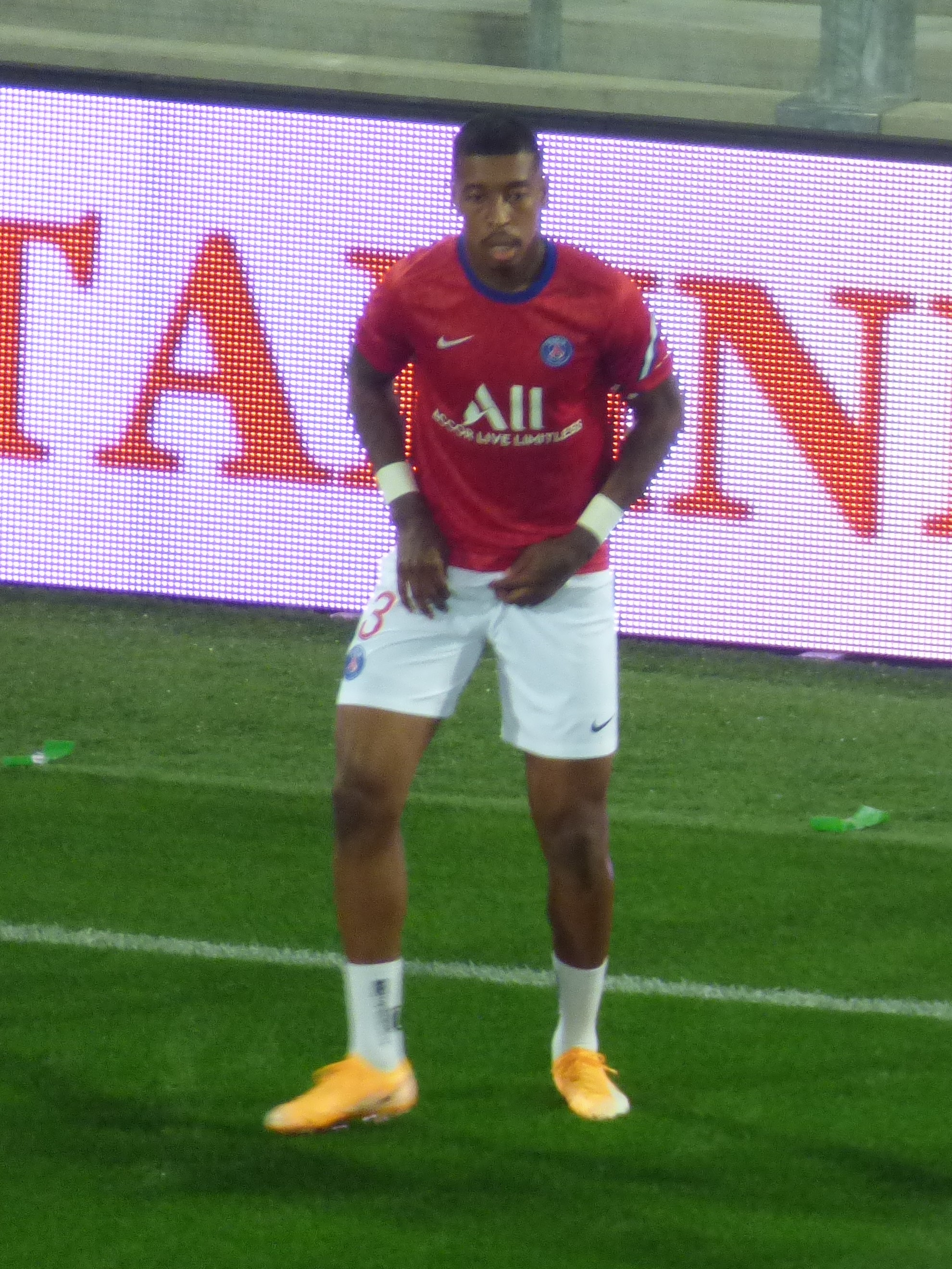
A l'échauffement avant le match Lens-Paris Saint-Germain, le 10 septembre 2020.

Presnel Kimpembe (prononcé en français : [pʁɛsnɛl kimpɛmbe]), né le 13 août 1995 à Beaumont-sur-Oise en France, est un footballeur international français qui évolue au poste de défenseur central au Paris Saint-Germain.
Formé au Paris Saint-Germain, il y remporte 20 titres dont huit titres de champion de France et une Ligue des champions en 2025.
Sélectionné en équipe de France depuis 2018, il remporte la Coupe du monde 2018 et la Ligue des Nations en 2021. Il participe également à l'Euro 2020.

## Biographie

### Carrière en club
Presnel Kimpembe naît le 13 août 1995 à Beaumont-sur-Oise, dans le Val-d'Oise, d'un père kino-congolais et d'une mère haïtienne,. Il commence à jouer au football en 2002 à l'AS Éragny, avant de rejoindre le centre de formation du Paris Saint-Germain en 2005,.
Au centre de formation parisien, il côtoie Kingsley Coman, Adrien Rabiot ou Mike Maignan, et joue en 2013-2014 les sept matchs des jeunes du PSG en UEFA Youth League ; il parvient jusqu'aux quarts de finale avec son équipe, avant d'être battu un but à zéro par le Real Madrid.

#### Paris Saint-Germain (depuis 2014)
Presnel Kimpembe apparaît pour la première fois sur une feuille de match de l'équipe première du Paris Saint-Germain le 12 août 2014 lors du Trophée des champions contre l'En avant Guingamp. Il joue son premier match contre le RC Lens, au stade de France, lors de la 10e journée de Ligue 1 en remplaçant Thiago Motta à la 75e minute de jeu. Le 17 mars 2015, il signe son premier contrat professionnel, le liant au Paris Saint-Germain jusqu'en 2018,, le défenseur brésilien Maxwell disant à son propos qu'il a « beaucoup de qualités et un avenir énorme ». Il remporte en fin de saison son premier titre en étant sacré champion de France avec le Paris Saint-Germain.
Lors de la saison 2015-2016, Presnel Kimpembe s'installe en tant que quatrième défenseur central du Paris Saint-Germain, sacré champion de France en battant le record du plus grand nombre de points. Il totalise alors une dizaine de matchs joués pendant l'année avec le club. Titularisé, pour la huitième fois de la saison, lors de PSG-Caen après l'élimination en Ligue des champions, ses performances sont remarquées[réf. nécessaire].
Il entame la saison 2016-2017 en tant que titulaire, à la suite de la blessure de Thiago Silva et le départ de Marquinhos aux Jeux olympiques de Rio. Avec David Luiz, il forme la charnière centrale parisienne pour les quatre premiers matches de la saison (trois victoires et une défaite). Le nouvel entraîneur du Paris Saint-Germain, Unai Emery, semble lui accorder une grande confiance en décidant de ne pas remplacer numériquement David Luiz dans l'effectif après son transfert pour Chelsea. Le 7 novembre 2016, il prolonge jusqu'en 2021 avec le Paris Saint-Germain. Au cours de cette saison, il participe notamment à la victoire (4-0) en Ligue des champions face au Barça de Lionel Messi, match au cours duquel il réalise une performance impressionnante. Il n'est pas sur le terrain au Camp Nou pour la remontada lors du match retour (défaite 6-1).
Kimpembe confirme son statut lors de la saison 2017-2018 pendant laquelle il dispute 38 matchs. Le 16 décembre 2017, contre Rennes, il reçoit son premier carton rouge. Le 14 février 2018 Unai Emery le titularise à Bernabéu en huitième de finale aller de Ligue des champions contre le Real Madrid (défaite 3-1). Ses prestations lui permettent d'être sélectionné pour la Coupe du monde.
Le 13 août 2018 il prolonge avec le Paris Saint-Germain jusqu'en 2023. Le nouvel entraîneur Thomas Tuchel en fait un titulaire à part entière au côté de Thiago Silva, replaçant Marquinhos au milieu de terrain. Il marque son premier but en professionnel, six ans après ses débuts avec le club parisien, le 12 février 2019 lors du 8e de finale aller de la Ligue des champions face à Manchester United. Sa fin de saison est marquée par deux matchs malheureux : lors du match retour le 6 mars 2019, il se rend coupable d'une main dans la surface qui permet à Marcus Rashford de marquer un penalty qui élimine le PSG. Le 27 mai 2019, en finale de la Coupe de France face au Stade rennais, Kimpembe s'illustre malgré lui par un but contre son camp à la 40e minute sur une déviation maladroite d'un centre adverse. Le PSG perd lors de la séance de tirs au but (2-2, tab 6-5).
Gêné par les blessures à répétition, le joueur est opéré des adducteurs durant l'intersaison. Il est alors troisième dans la hiérarchie des capitaines du Paris Saint-Germain après Thiago Silva et Marquinhos en 2019-2020. Il est titulaire en finale de la Ligue des Champions 2019-2020, perdue contre le Bayern Munich (0-1).
Il est victime à partir de 2022 de plusieurs blessures, et notamment une rupture du tendon d'Achille le 26 février 2023 lors d'un match contre l'Olympique de Marseille. Il doit être de nouveau opéré en janvier 2024, alors qu'il n'a pas encore repris la compétition, de sorte que sa saison 2023-2024 est complètement blanche.
Le 4 février 2025, après près de deux ans sans jouer, il retrouve enfin le terrain en remplaçant Willian Pacho à la 81ème du 8ème de finale de la Coupe de France de football 2024-2025 contre Le Mans, que le PSG remporte 2-0. Il entre ensuite en jeu contre le Stade Brestois en barrages retour de ligue des champions lors d'une victoire sept buts à zéro et participe au premier titre de l'histoire du club en ligue des champions même s'il n'entre pas en jeu lors de la finale remportée cinq à zéro contre l'Inter Milan. 

### En sélection

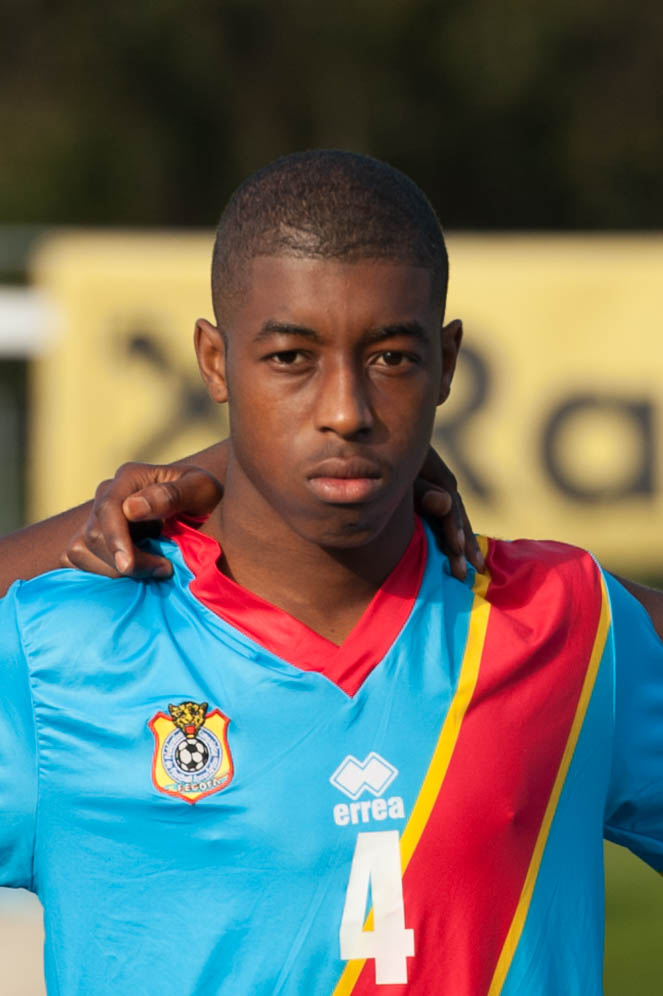
Kimpembe lors de son seul et unique match avec l’équipe du Congo des moins de 20 ans en 2014.

Le 12 octobre 2014, il dispute un match amical avec l'équipe des moins de 20 ans de la République démocratique du Congo face à l'Autriche.
En mars 2015, il est appelé par Florent Ibenge, sélectionneur des Léopards, pour un stage à Dubaï, mais il opte pour l'équipe de France des moins de 20 ans de Francis Smerecki, avec laquelle il débute le 26 mars contre l'Uruguay puis dispute en mai le tournoi de Toulon.
Le 5 septembre 2015, Presnel Kimpembe fête sa première sélection en équipe de France espoirs.
Le 3 octobre 2016, il est appelé pour la première fois par Didier Deschamps en équipe de France A pour remplacer Eliaquim Mangala, blessé, mais ne dispute ses dix premières minutes en bleu que le 27 mars 2018 face à la Russie à Saint-Pétersbourg, où il remplace Samuel Umtiti.
Presnel Kimpembe fait partie des 23 joueurs sélectionnés par Didier Deschamps pour disputer la Coupe du monde 2018. Le 26 juin 2018 à Moscou, il est titularisé lors du troisième match de poule face au Danemark (0-0). Le 15 juillet, à seulement 22 ans, il devient champion du monde.
Le 6 juin 2022, en marge du match de l'équipe de France contre la Croatie, Presnel Kimpembe porte le brassard de capitaine côté tricolore en l'absence de Hugo Lloris, Raphaël Varane et Antoine Griezmann. Il le porte pour la deuxième fois le 13 juin 2022, à nouveau contre la Croatie, dans le cadre de la phase de poule de Ligue des Nations.
Initialement membre de la sélection de 25 joueurs établie par Didier Deschamps pour participer à la Coupe du monde 2022, une blessure à un tendon d'Achille le contraint à déclarer forfait. Kimpembe est remplacé par Axel Disasi.

## Statistiques

### En club
| Saison                | Club                  | Championnat           | Championnat | Championnat | Championnat | Coupe nationale | Coupe nationale | Coupe nationale | Coupe de la Ligue | Coupe de la Ligue | Coupe de la Ligue | Supercoupe | Supercoupe | Supercoupe | Compétition(s) continentale(s) | Compétition(s) continentale(s) | Compétition(s) continentale(s) | Compétition(s) continentale(s) | Total | Total | Total |
| Saison                | Club                  | Division              | M.          | B.          | P.d.        | M.              | B.              | P.d.            | M.                | B.                | P.d.              | M.         | B.         | P.d.       | Comp.                          | M.                             | B.                             | P.d.                           | M.    | B.    | P.d.  |
| 2014-2015             | Paris Saint-Germain   | Ligue 1               | 1           | 0           | 0           | -               | -               | -               | -                 | -                 | -                 | -          | -          | -          | C1                             | -                              | -                              | -                              | 1     | 0     | 0     |
| 2015-2016             | Paris Saint-Germain   | Ligue 1               | 6           | 0           | 0           | 2               | 0               | 0               | 1                 | 0                 | 0                 | -          | -          | -          | C1                             | -                              | -                              | -                              | 9     | 0     | 0     |
| 2016-2017             | Paris Saint-Germain   | Ligue 1               | 19          | 0           | 0           | 4               | 0               | 0               | 3                 | 0                 | 0                 | 1          | 0          | 0          | C1                             | 1                              | 0                              | 0                              | 28    | 0     | 0     |
| 2017-2018             | Paris Saint-Germain   | Ligue 1               | 28          | 0           | 0           | 4               | 0               | 0               | 3                 | 0                 | 0                 | -          | -          | -          | C1                             | 3                              | 0                              | 0                              | 38    | 0     | 0     |
| 2018-2019             | Paris Saint-Germain   | Ligue 1               | 24          | 0           | 1           | 3               | 0               | 0               | 1                 | 0                 | 0                 | -          | -          | -          | C1                             | 8                              | 1                              | 0                              | 36    | 1     | 1     |
| 2019-2020             | Paris Saint-Germain   | Ligue 1               | 16          | 0           | 0           | -               | -               | -               | 2                 | 0                 | 0                 | -          | -          | -          | C1                             | 10                             | 0                              | 0                              | 28    | 0     | 0     |
| 2020-2021             | Paris Saint-Germain   | Ligue 1               | 28          | 0           | 0           | -               | -               | -               | -                 | -                 | -                 | 1          | 0          | 0          | C1                             | 11                             | 0                              | 0                              | 40    | 0     | 0     |
| 2021-2022             | Paris Saint-Germain   | Ligue 1               | 30          | 1           | 0           | 3               | 1               | 1               | -                 | -                 | -                 | 1          | 0          | 0          | C1                             | 7                              | 0                              | 0                              | 41    | 2     | 1     |
| 2022-2023             | Paris Saint-Germain   | Ligue 1               | 11          | 0           | 0           | -               | -               | -               | -                 | -                 | -                 | 1          | 0          | 0          | C1                             | 3                              | 0                              | 0                              | 15    | 0     | 0     |
| 2023-2024             | Paris Saint-Germain   | Ligue 1               | -           | -           | -           | -               | -               | -               | -                 | -                 | -                 | -          | -          | -          | C1                             | -                              | -                              | -                              | 0     | 0     | 0     |
| 2024-2025             | Paris Saint-Germain   | Ligue 1               | 2           | 0           | 0           | 2               | 0               | 0               | -                 | -                 | -                 | -          | -          | -          | C1                             | 1                              | 0                              | 0                              | 5     | 0     | 0     |
| Total sur la carrière | Total sur la carrière | Total sur la carrière | 165         | 1           | 1           | 18              | 1               | 1               | 10                | 0                 | 0                 | 4          | 0          | 0          | -                              | 44                             | 1                              | 0                              | 241   | 3     | 2     |

## En sélection nationale
| Saison                | Sélection             | Phases finales                       | Phases finales | Phases finales | Phases finales | Éliminatoires CDM | Éliminatoires CDM | Éliminatoires CDM | Éliminatoires EURO | Éliminatoires EURO | Éliminatoires EURO | Ligue Nations UEFA | Ligue Nations UEFA | Ligue Nations UEFA | Matchs amicaux | Matchs amicaux | Matchs amicaux | Total | Total | Total |
| Saison                | Sélection             | Compétition                          | M              | B              | Pd             | M                 | B                 | Pd                | M                  | B                  | Pd                 | M                  | B                  | Pd                 | M              | B              | Pd             | M     | B     | Pd    |
| --------------------- | --------------------- | ------------------------------------ | -------------- | -------------- | -------------- | ----------------- | ----------------- | ----------------- | ------------------ | ------------------ | ------------------ | ------------------ | ------------------ | ------------------ | -------------- | -------------- | -------------- | ----- | ----- | ----- |
| 2017-2018             | France                | Coupe du monde 2018                  | 1              | 0              | 0              | 0                 | 0                 | 0                 | -                  | -                  | -                  | -                  | -                  | -                  | 2              | 0              | 0              | 3     | 0     | 0     |
| 2018-2019             | France                | -                                    | -              | -              | -              | -                 | -                 | -                 | 1                  | 0                  | 0                  | 2                  | 0                  | 0                  | 2              | 0              | 0              | 5     | 0     | 0     |
| 2019-2020             | France                | -                                    | -              | -              | -              | -                 | -                 | -                 | 1                  | 0                  | 0                  | -                  | -                  | -                  | -              | -              | -              | 1     | 0     | 0     |
| 2020-2021             | France                | Euro 2020                            | 4              | 0              | 0              | 2                 | 0                 | 0                 | -                  | -                  | -                  | 4                  | 0                  | 0                  | 2              | 0              | 0              | 12    | 0     | 0     |
| 2021-2022             | France                | UEFA Nations League Finals 2020-2021 | 1              | 0              | 0              | 3                 | 0                 | 0                 | -                  | -                  | -                  | 2                  | 0                  | 0                  | 1              | 0              | 0              | 7     | 0     | 0     |
| Total sur la carrière | Total sur la carrière | Total sur la carrière                | 6              | 0              | 0              | 5                 | 0                 | 0                 | 2                  | 0                  | 0                  | 8                  | 0                  | 0                  | 7              | 0              | 0              | 28    | 0     | 0     |

### Liste des matchs internationaux
| Matchs internationaux de Presnel Kimpembe | Matchs internationaux de Presnel Kimpembe | Matchs internationaux de Presnel Kimpembe      | Matchs internationaux de Presnel Kimpembe | Matchs internationaux de Presnel Kimpembe | Matchs internationaux de Presnel Kimpembe      | Matchs internationaux de Presnel Kimpembe                         |
|                                           | Date                                      | Lieu                                           | Adversaire                                | Résultat                                  | Compétition                                    | Notes                                                             |
| ----------------------------------------- | ----------------------------------------- | ---------------------------------------------- | ----------------------------------------- | ----------------------------------------- | ---------------------------------------------- | ----------------------------------------------------------------- |
| 1.                                        | 27 mars 2018                              | Stade de Saint-Pétersbourg, Russie             | Russie                                    | 3 - 1                                     | Match amical                                   | Entre en jeu à la place de Samuel Umtiti à la 80e minute de jeu.  |
| 2.                                        | 28 mai 2018                               | Stade de France, Saint-Denis, France           | République d'Irlande                      | 2 - 0                                     | Match amical                                   | Entre en jeu à la place de Samuel Umtiti à la 64e minute de jeu.  |
| 3.                                        | 26 juin 2018                              | Stade Loujniki, Moscou, Russie                 | Danemark                                  | 0 - 0                                     | Coupe du monde 2018                            | Titulaire.                                                        |
| 4.                                        | 11 octobre 2018                           | Stade de Roudourou, Guingamp, France           | Islande                                   | 2 - 2                                     | Match amical                                   | Titulaire.                                                        |
| 5.                                        | 16 octobre 2018                           | Stade de France, Saint-Denis, France           | Allemagne                                 | 2 - 1                                     | Ligue des nations 2018-2019                    | Titulaire.                                                        |
| 6.                                        | 16 novembre 2018                          | Stade de Feyenoord, Rotterdam, Pays-Bas        | Pays-Bas                                  | 2 - 0                                     | Ligue des nations 2018-2019                    | Titulaire.                                                        |
| 7.                                        | 20 novembre 2018                          | Stade de France, Saint-Denis, France           | Uruguay                                   | 1 - 0                                     | Match amical                                   | Entre en jeu à la place de Mamadou Sakho à la 46e minute de jeu.  |
| 8.                                        | 25 mars 2019                              | Stade de France, Saint-Denis, France           | Islande                                   | 4 - 0                                     | Éliminatoires Euro 2020                        | Entre en jeu à la place de Layvin Kurzawa à la 85e minute de jeu. |
| 9                                         | 17 novembre 2019                          | Arena Kombëtare, Tirana, Albanie               | Albanie                                   | 2 - 1                                     | Éliminatoires Euro 2020                        | Titulaire.                                                        |
| 10.                                       | 5 septembre 2020                          | Friends Arena, Solna, Suède                    | Suède                                     | 1 - 0                                     | Ligue des nations 2020-2021                    | Titulaire.                                                        |
| 11.                                       | 11 octobre 2020                           | Stade de France, Saint-Denis, France           | Portugal                                  | 0 - 0                                     | Ligue des nations 2020-2021                    | Titulaire.                                                        |
| 12.                                       | 14 novembre 2020                          | Estádio da Luz, Lisbonne, Portugal             | Portugal                                  | 0 - 1                                     | Ligue des nations 2020-2021                    | Titulaire.                                                        |
| 13.                                       | 17 novembre 2020                          | Stade de France, Saint-Denis, France           | Suède                                     | 4 - 2                                     | Ligue des nations 2020-2021                    | Titulaire.                                                        |
| 14.                                       | 24 mars 2021                              | Stade de France, Saint-Denis, France           | Ukraine                                   | 1 - 1                                     | Éliminatoires Coupe du monde 2022              | Titulaire.                                                        |
| 15.                                       | 31 mars 2021                              | Stade Grbavica, Sarajevo, Bosnie-Herzégovine   | Bosnie-Herzégovine                        | 0 - 1                                     | Éliminatoires Coupe du monde 2022              | Titulaire.                                                        |
| 16.                                       | 2 juin 2021                               | Allianz Riviera, Nice, France                  | Pays de Galles                            | 3 - 0                                     | Match amical                                   | Titulaire.                                                        |
| 17.                                       | 8 juin 2021                               | Stade de France, Saint-Denis, France           | Bulgarie                                  | 3 - 0                                     | Match amical                                   | Titulaire.                                                        |
| 18.                                       | 15 juin 2021                              | Allianz Arena, Munich, Allemagne               | Allemagne                                 | 1 - 0                                     | Euro 2020                                      | Titulaire.                                                        |
| 19.                                       | 19 juin 2021                              | Stade Ferenc-Puskás, Budapest, Hongrie         | Hongrie                                   | 1 - 1                                     | Euro 2020                                      | Titulaire.                                                        |
| 20.                                       | 23 juin 2021                              | Stade Ferenc-Puskás, Budapest, Hongrie         | Portugal                                  | 2 - 2                                     | Euro 2020                                      | Titulaire.                                                        |
| 21.                                       | 28 juin 2021                              | Arena Națională, Bucarest, Roumanie            | Suisse                                    | 3 - 3 4-5 t.a.b                           | Euro 2020                                      | Titulaire.                                                        |
| 22.                                       | 1er septembre 2021                        | Stade de la Meinau, Strasbourg, France         | Bosnie-Herzégovine                        | 1 - 1                                     | Éliminatoires Coupe du monde 2022              | Titulaire.                                                        |
| 23.                                       | 4 septembre 2021                          | Stade olympique de Kiev, Kiev, Ukraine         | Ukraine                                   | 1 - 1                                     | Éliminatoires Coupe du monde 2022              | Titulaire.                                                        |
| 24.                                       | 7 septembre 2021                          | Parc Olympique lyonnais, Lyon, France          | Finlande                                  | 2 - 0                                     | Éliminatoires Coupe du monde 2022              | Titulaire.                                                        |
| 25.                                       | 10 octobre 2021                           | Stade San Siro, Milan, Italie                  | Espagne                                   | 1 - 2                                     | Phase finale de la Ligue des nations 2020-2021 | Titulaire.                                                        |
| 26.                                       | 29 mars 2022                              | Stade Pierre-Mauroy, Villeneuve-d'Ascq, France | Afrique du Sud                            | 5 - 0                                     | Match amical                                   | Titulaire.                                                        |
| 27.                                       | 6 juin 2022                               | Stade Poljud, Split, Croatie                   | Croatie                                   | 1 - 1                                     | Ligue des nations 2022-2023                    | Titulaire.                                                        |
| 28.                                       | 13 juin 2022                              | Stade de France, Saint-Denis, France           | Croatie                                   | 0 - 1                                     | Ligue des nations 2022-2023                    | Titulaire.                                                        |

## Palmarès

### Palmarès collectif
Avec son club formateur du Paris Saint-Germain, il remporte beaucoup de titres depuis la saison 2014-2015. Champion de France à huit reprises (en 2015, 2016, 2018, 2019, 2020, 2022, 2023 et 2025) et vainqueur de la Coupe de la Ligue à trois (en 2017, 2018 et 2020), il remporte également le Trophée des champions en 2016, 2020 et 2022 mais n'entre pas en jeu pour les titres de 2014 et 2017. En 2019, il est finaliste de la Coupe de France face au Stade rennais. Presnel Kimpembe n'est cependant pas entré en jeu lors de plusieurs finales remportées par le Paris Saint-Germain dans cette compétition (2017, 2018 et 2020). Il est également finaliste de la Ligue des Champions en 2020 avant de la remporter en 2025.
Presnel Kimpembe compte 28 sélections avec l'équipe de France, et est champion du monde en 2018. Il remporte également la Ligue des nations en 2021 et participe à l'Euro 2020. Avec l'équipe de France des moins de 20 ans, il remporte le Tournoi de Toulon en 2015.
| Paris Saint-Germain FC (20) | France (2)                                                                             |
| --- | -------------------------------------------------------------------------------------- |
| - Ligue des champions (1) : - Vainqueur : 2025 - Finaliste : 2020 - Championnat de France (8) : - Champion : 2015, 2016, 2018, 2019, 2020, 2022, 2023 et 2025 - Vice-Champion : 2017 et 2021 - Coupe de France (3) : - Vainqueur : 2017, 2018 et 2020 - Finaliste : 2019 - Coupe de la Ligue (3) : - Vainqueur : 2017, 2018 et 2020 - Trophée des champions (5) : - Vainqueur : 2014, 2016, 2017, 2020 et 2022 - Finaliste : 2021 - Coupe du monde des clubs : - Finaliste : 2025 | - Coupe du monde (1) : - Vainqueur : 2018 - Ligue des nations (1) : - Vainqueur : 2021 |

### Distinctions personnelles
- Nommé dans l'équipe-type de la Ligue des Champions par l'UEFA en 2020[26]
- Nommé dans l'équipe-type de la Ligue 1 lors des Trophées UNFP 2021[27]

## Décoration
- Chevalier de la Légion d'honneur. Par décret du Président de la République en date du 31 décembre 2018, tous les membres de l'équipe de France championne du monde 2018 sont promus au grade de Chevalier de la Légion d'honneur[28].

## Activités extra-sportives
En 2018, Presnel Kimpembe prête sa voix au Scorpion pour la version française du film d'animation, Spider-Man: New Generation.